# Efeito auditivo de micro-ondas
O efeito auditivo de micro-ondas, também conhecido como efeito auditivo de micro-ondas ou efeito Frey, consiste em cliques induzidos por frequências de micro-ondas pulsadas/moduladas. Os cliques são gerados diretamente dentro da cabeça humana, sem a necessidade de qualquer dispositivo eletrónico recetor. O efeito foi relatado pela primeira vez por pessoas que trabalhavam nas proximidades de transponders de radar durante a Segunda Guerra Mundial. Estes sons induzidos não são audíveis para outras pessoas próximas. Mais tarde descobriu-se que o efeito auditivo de microondas era indutível com porções de comprimento de onda mais curtas do espectro eletromagnético. Durante a Guerra Fria, o neurocientista norte-americano Allan H. Frey estudou este fenómeno e foi o primeiro a publicar1 informação sobre a natureza dos efeitos auditivos das microondas.
Don R. Justesen publicou "Microwaves and Behavior" no The American Psychologist (volume 30, Março de 1975, número 3).
A investigação da NASA sobre isto na década de 1970 mostrou que este efeito ocorre como resultado da expansão térmica das partes do ouvido humano em torno da cóclea, mesmo a baixa densidade de energia. Posteriormente, descobriu-se que o sinal modulado podia produzir sons ou palavras que pareciam ser de origem intracraniana. Este foi estudado para possível utilização em comunicações. Os Estados Unidos e a URSS estudaram a sua utilização em armas não letais.
Os impulsos de microondas podem ser ouvidos por alguns trabalhadores; O pessoal irradiado percebe sensações auditivas de estalido ou zumbido. Pensa-se que a causa é a expansão térmica de partes do aparelho auditivo. 2 A resposta do sistema auditivo ocorre desde pelo menos 200 MHz até pelo menos 3 GHz. Nos testes, a taxa de repetição foi de 50 Hz, com uma largura de pulso entre 10–. Verificou-se que o volume percebido está relacionado com a densidade de potência de pico, e não com a densidade de potência média. A 1,245 GHz, a densidade de potência de pico de perceção ficou abaixo dos 80 mW/cm². O mecanismo geralmente aceite é o aquecimento rápido (mas minúsculo, na gama de 10-5°C) do cérebro por cada pulso e a onda de pressão resultante que viaja através do crânio até à cóclea.